# Posto di movimento Sacconago
Il Posto di movimento di Sacconago è un posto di movimento del comune di Busto Arsizio, nel quartiere di Sacconago, a servizio delle linee Saronno-Novara e Busto Arsizio-Malpensa Aeroporto.

## Storia
Nel 1999 viene creato l'impianto per permettere il collegamento nella nuova linea Busto Arsizio-Malpensa Aeroporto con la ferrovia Saronno-Novara. 
Nel 2007 viene inaugurato il Terminal Ferroviario gestito dal 2019 da Malpensa Intermodale.

## Strutture e impianti
Il posto di movimento è costituito dai 6 binari di corsa delle varie diramazione: I e II binari di corsa linea Saronno-Novara, III e IV binari di corsa linea Busto Arsizio-Malpensa Aeroporto, V e VI binari di corsa del collegamento tra la linea Saronno-Novara e linea Busto Arsizio-Malpensa Aeroporto. Il binario I Parco è il binario di Arrivo e Partenza per i treni merci per il Terminal Ferroviario. I bivi di collegamento sono composti da deviate a 100 km/h mentre le deviate per il I Parco sono a 30 km/h.
Dal I Parco si dirama il raccordo per il Terminal Ferroviario.
Tutti i binari eccetto all'interno del terminal sono elettrificati a 3 kv cc.
L'impianto viene normalmente gestito in telecomando dal DCO Busto con sede a Saronno.

## Movimento
Il movimento è costituito dai numerosi transiti, arrivi e partenze.
Per quanto riguarda il traffico passeggeri, nell'impianto vi transitano i treni regionali e Malpensa Express di Trenord.
Il terminal ferroviario è servito dai treni merci attraverso due principali relazioni: Gand - Sacconago via Busto RFI costituito da bisarche cariche di auto Volvo e dai Genk - Sacconago via Novara Nord con treni intermodali del cliente MOVE entrambi di SBB Cargo Italia, utilizzando le locomotive del gruppo E474 ed E189.